# Zagajnik (Lublin)
Pour les articles homonymes, voir Zagajnik.
Zagajnik (prononciation : [vrɔnɔˈvit͡sɛ]) est un village polonais de la gmina de Werbkowice dans le powiat de Hrubieszów de la voïvodie de Lublin dans l'est de la Pologne.
Le village compte approximativement une population de 60 habitants.

## Histoire
De 1975 à 1998, le village est attaché administrativement à la voïvodie de Zamość.

Depuis 1999, il fait partie de la voïvodie de Lublin.